# كلينغينستوك
كلينغينستوك (بالإنجليزية: Klingenstock)‏ هو أحد جبال سلسلة الألب وجزء من القمة الأم يقع في كانتون شفيتس, سويسرا. يبلغ ارتفاع الجبل حوالي 1935 متر، بينما يبلغ ارتفاع نتوء الجبل 448 متر.